# Пак Чинён (певец, 1994)
Пак Чинён (кор. 박진영?, 朴珍榮? англ. Park Jinyoung, род. 22 сентября 1994 года, более известный как Чинён) — южнокорейский певец и актёр, участник бойз-бэнда Got7. Является участником дуэта JJ Project, в котором так же состоит ещё один участник группы Лим Джэбом. Пак дебютировал в качестве актёра в дораме «Одержимые мечтой» (2012), далее принял участие в проектах «Когда мужчина влюбляется» (2013) и «Моя любовь Ындон» (2015). В 2016 году снялся в главной роли в полнометражной картине «Бездомный козёл», выход которой состоялся 1 марта 2017 года и в Дораме «Этот психометрический парень» — 11 марта 2019 года.
Изначально Чинён дебютировал под сценическим псевдонимом Jr., так как у него и Пак Чинёна (основателя JYP) были одинаковые имена. В мае 2015 года стал Джуниором из-за трудности произношения псевдонима как у фанатов, так и у СМИ. С августа 2016 года выступает под своим настоящим именем.

## Карьера

### Музыкальная карьера
В мае 2012 года Чинён и Джейби дебютировали в качестве дуэта JJ Project с сингловым альбомом JJ Project Slot Machine. 19 мая был выпущен видеоклип на сингл «Bounce», и они начали промоушен с 24 мая на M! Countdown. 24 декабря 2013 года они стали частью новой мужской группы GOT7. Дебют состоялся 14 января 2014 года с мини-альбомом Got It?.

### Актёрская карьера
В 2011 году Джинён принял участие в дораме «Одержимые мечтой 2» в роли Чон ЮБона. 11 марта 2013 года стало известно, что вместе с Джейби он также снимется в дораме «Когда мужчина влюбляется», показ которой стартовал 3 апреля. В 2015 году был задействован во второстепенной роли сериала «Моя любовь Ын Дон», показ которой проходил с 29 мая по 18 июля.
В 2016 году Пак снялся в полнометражном фильме «Бездомный козёл», где исполнил главную мужскую роль. Премьера картины состоялась на Международном кинофестивале Джонджу. 1 марта 2017 года состоялась премьера фильма в кинотеатрах Кореи. Также в 2016 году он сыграл молодую версию героя Ли Мин Хо в сериале «Легенда Синего Моря».
В 2020 году он снялся в дораме «Самый прекрасный момент в жизни» в качестве молодой версии главного героя. А в 2021 году снялся в дораме «Дьявольский судья», где исполнил одну из главных ролей. В 2021—2022 сыграл роль коллеги главной героини в дораме #Клетки Ю-ми, а во второй части парня главной героини #Клетки Ю-ми-2 Ба-би.

### Карьера телеведущего
В 2015 году Джинён вместе с Бэм Бэмом, Кибомом и Ли Чжон Шином стал ведущим M! Countdown. В марте 2016 года покинул программу, чтобы сконцентрироваться на деятельности в группе и подготовиться к мировому туру.
1 февраля 2017 года был назначен ведущим музыкального шоу Inkigayo вместе с Доёном из NCT и Джису из Black Pink.

## Дискография

### Саундтреки
| Год  | Название                                                                 | Пиковая позиция | Продажи (DL)   | Альбом           |
| Год  | Название                                                                 | KOR Gaon        | Продажи (DL)   | Альбом           |
| ---- | ------------------------------------------------------------------------ | --------------- | -------------- | ---------------- |
| 2012 | «B급 인생 (We are the2017 \|с\| Школа Магии \| Magic School \| На Ра B)» | 13              | - KOR: 600,203 | Dream High 2 OST |

## Фильмография

### Сериалы
| Год  | Название                     | Оригинальное название     | Роль                          |
| ---- | ---------------------------- | ------------------------- | ----------------------------- |
| 2012 | Одержимые мечтой 2           | Dream Hight 2             | Чон Ю Бон                     |
| 2013 | Когда мужчина влюблен        | When a Man is in Love     | Дол Ю                         |
| 2015 | Рыцарь мечты                 | Dream Knight              | Джуниор                       |
| 2015 | Моя любовь Ын Дон            | My Love Eun-Dong          | Пак Ён Со (в молодости)       |
| 2016 | Легенда синего моря          | The Legend of the Blue Se | Хо Джун Джэ (в молодости)     |
| 2017 | Школа магии                  | School of Magic           | Ли Нара                       |
| 2019 | Этот психометрический парень | He is Psychometric        | Ли Ан                         |
| 2019 | Растопи меня нежно           | Melting Me Softly         | Ча Уджин (эпизодическая роль) |
| 2020 | Когда расцветёт моя любовь   | When My Love Blooms       | Хан Джэхён (в молодости)      |
| 2021 | Дьявольский судья            | The Devil Judge           | Ким Гаон/Кан Исаак            |
| 2021 | Клетки Юми                   | Yumi' s Cells             | Yoo Ba Bee/Ю Ба Би            |

### Фильмы
| Год  | Название             | Орининальное название       | Роль                 |
| ---- | -------------------- | --------------------------- | -------------------- |
| 2017 | Бездомный козёл      | A Stray Goat                | Чжо Миншик           |
| 2021 | Дай пять             | High Five                   |                      |
| 2022 | Яча: Суровые методы  | Yaksha: Ruthless Operations | Чондэ                |
| 2022 | Рождественская песнь | Christmas Carol             | Джу Иль У/Джу Воль У |

### Музыкальные программы
| Год     | Телешоу      | Канал |
| 2015-16 | M! Countdown | Mnet  |
| 2017    | Inkigayo     | SBS   |